# Шебалдін Володимир Іванович
Шебалдін Володимир Іванович (1893, Омськ — 1963, Москва) - член Всеукраїнського центрального виконавчого комітету.
Отримав початкову освіту. В роки Першої світової війни — солдат 20 Сибірського піхотного полку. З 1916 р. — член РСДРП(б). Учасник встановлення радянської влади в Омську. Комендант Омська по боротьбі з контрреволюцією, спекуляцією та мародерством. Перебував на різних партійних посадах в Тюмені, на Уралі, в Україні. Член Всеукраїнського центрального виконавчого комітету.